# Gebrüder Hardy A.G.

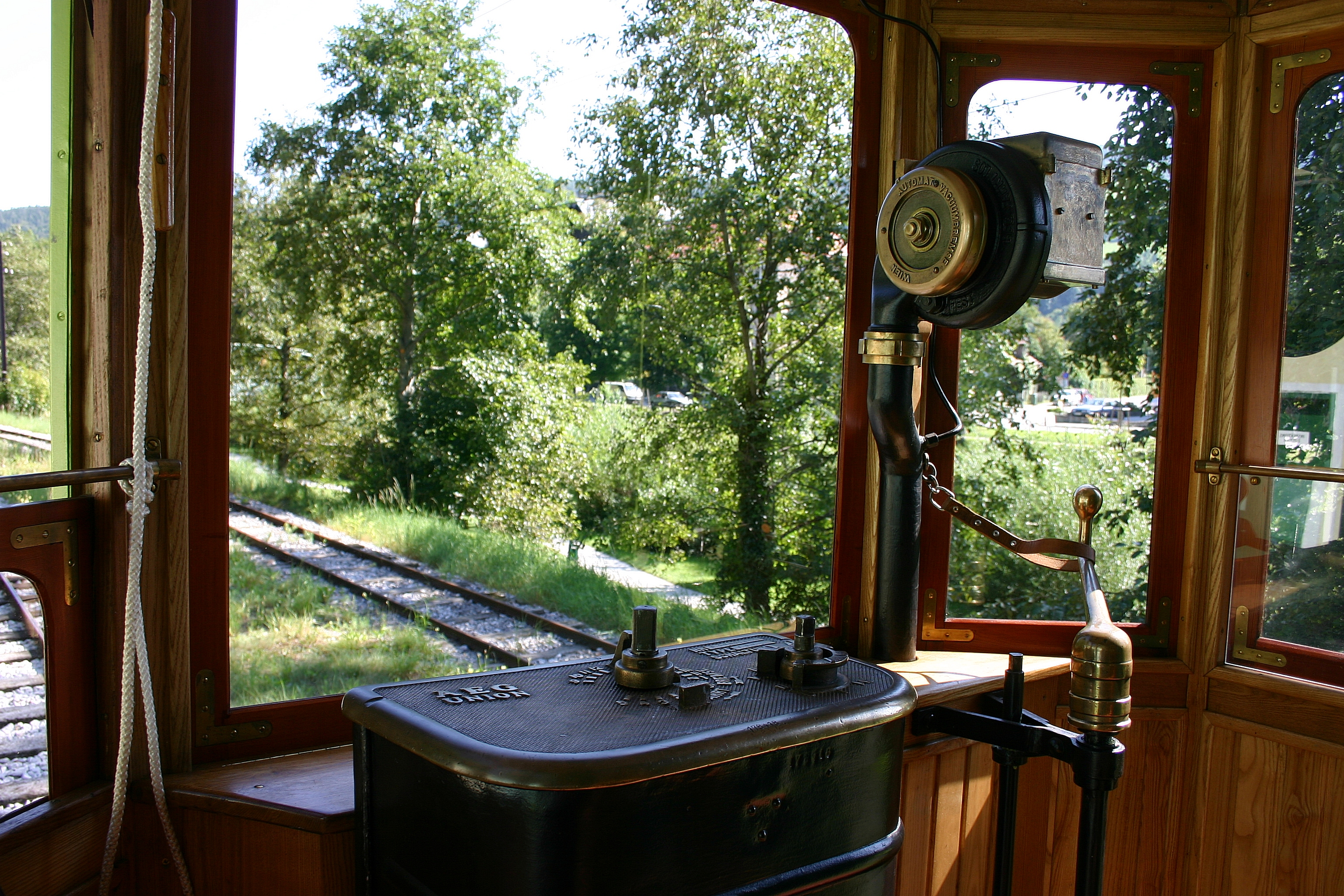
Lange Zeit auf österreichischen Schmalspurbahnen typisch: der Hardy-Bremsschieber (rechts)

Die Firma Gebrüder Hardy A.G. war eine österreichische Maschinenfabrik zur Herstellung von Eisenbahn-Bremsausrüstungen. Besonders bekannt wurde die Fabrik mit der von ihr maßgeblich entwickelten selbsttätigen Hardy-Vakuumbremse.

## Geschichte
Die Firma wurde 1889 in Wien von den Brüdern des Konstrukteurs John George Hardy (1851–1914), William Edward Hardy (1859–1927) und Joseph Robert Hardy (1862–1919), als Eisengießerei und Maschinenfabrik zur Erzeugung von Eisenbahn-Bremsen (Vakuumbremsen) nach den Patenten ihres Vaters John Hardy gegründet. Dieser hatte 1877 die Hardy-Vakuumbremse für Personenzüge entwickelt, welche später durch die Firma Gebrüder Hardy weite Verbreitung in Österreich-Ungarn und Kontinentaleuropa fand. John Hardy sen. war lange Zeit Leiter der Wiener Südbahn-Werkstätten und brachte so seine Erfindung nach Österreich. Mit der 1877 von John Hardy gegründeten internationalen Muttergesellschaft, der Vacuum Brake Company Ltd. in London bestanden enge geschäftliche Beziehungen. Ende der 1870er Jahre begann die Einführung der (nicht selbsttätigen) Hardy-Vakuumbremse bei den österreichischen Eisenbahnen. Ab 1901 waren alle Personenzüge der k.k.Staatsbahnen mit der nun verbesserten, selbsttätigen Vakuum-Schnellbremse der Gebrüder Hardy ausgerüstet, bis 1912 wurde die durchgehende Vakuumbremse auch bei Güterzügen auf Gebirgslinien eingeführt.
Der Standort der Fabrik und der Büroräumlichkeiten war am Höchstädtplatz 4 im 2. Bezirk (ab 1900 20. Wiener Gemeindebezirk), der Firmensitz der 1922 in eine Aktiengesellschaft umgewandelten „Gebrüder Hardy Maschinenfabrik und Gießerei“ befand sich in der Praterstraße 46 im 2. Bezirk. Das Gründungskapital der AG belief sich auf 100 Millionen Kronen, der Verwaltungsrat bestand großteils aus Familienmitgliedern. Präsident war bis zu seinem plötzlichen Tod 1927 William Edward Hardy. In der Zwischenkriegszeit galt die Firma als eine „Spezialfabrik von Weltruf“ auf dem Gebiet der Eisenbahn-Bremsen.
In ganz Europa wurde die Vakuumbremse der Gebrüder Hardy angewandt, 1929 wurden auch die immer noch im Dienst stehenden Triebwagen der Ferrocarril de Sóller auf Mallorca mit der Hardybremse ausgerüstet. Bei dieser bereits seit den 1900er Jahren angewendeten Bauart für elektrische Triebfahrzeuge wird die Vakuumpumpe mittels elektrischer Kontakte im Bremsschieber gesteuert.
Neben der Erzeugung der Bestandteile für die Hardy-Vakuumbremse wurden unter anderem Dampf-Sandstreuapparate, Sicherheitsventile für Lokomotiven (Bauart Pop-Coale), Bestandteile für Dampfheizungen und Signalanlagen erzeugt. Waren anfangs um die 80 Arbeiter im Betrieb beschäftigt, stieg die Zahl um 1900 auf etwa 400, die sich auf 13 verschiedene Bereiche verteilten. Ferner waren noch zwölf technische bzw. administrative Angestellte und acht Konstrukteure bei der Gebrüder Hardy A.G. beschäftigt. 1928 belief sich das Kapital der Aktiengesellschaft auf eine Million Schilling. Auch eine eigene Betriebs-Fußballmannschaft besaß die Firma. Im Sommer 1929 wurde vermeldet, dass die Firma ihren Arbeitern und Angestellten schon seit vielen Jahren im Sommer den hierzulande seinerzeit noch unbekannten, gekühlten und ungesüßten „Eis-Tee“ zur Erfrischung ausschenkte. Eine „nachahmenswerte Einrichtung“, befand damals die Presse. (Es wurde nur dieser Tee ausgeschenkt, denn in der Fabrik gab es keine Kantine.)
1929 meldete man Verbesserungen zu den Knorr- und Westinghouse-Druckluftbremsen zum Patent an. Ab den 1930er Jahren wurden auch eigene Druckluftbremsen für Eisenbahnen und Straßenfahrzeuge entwickelt und produziert. Hier arbeitete man sehr eng mit dem Lokomotivkonstrukteur Johann Rihosek zusammen, welcher lange Zeit als Aufsichtsratsvorsitzender auch der Leitung der Firma angehörte. Ab 1930 besaß die Firma die Fertigungslizenzen für die deutsche Knorr-Druckluftbremse und belieferte die BBÖ mit dieser, welche ihre normalspurigen Fahrzeuge nun sukzessive auf Druckluftbremse umstellte. In dieser Zeit befand sich die Gebrüder Hardy A.G. im Einflussbereich des Creditanstalt-Konzerns und beschäftigte am Höhepunkt der Weltwirtschaftskrise (1931) lediglich 148 Arbeiter.
Für die Dieseltriebwagen der Reihen VT 42 und VT 43 der BBÖ entwickelte Hardy 1936 eigens eine „neuartige“ Triebwagen-Druckluftbremse. Nach der Überwindung der Wirtschaftskrise liefen die Geschäfte immerhin so zufriedenstellend, dass 1937/38 Zubauten und Erweiterungen am Fabriksgebäude am Höchstädtplatz erfolgten.
Inwiefern der Anschluss Österreichs und der im Folgejahr ausgebrochene Zweite Weltkrieg (dessen Logistik zum Großteil auf der Eisenbahn fußte) die Besitzverhältnisse der Firma aufgrund der britischen Firmengründer beeinflusste, ist unklar. Im Jahr 1939 konnte immerhin eine Dividende von 6 % ausgeschüttet werden. Auch im folgenden Jahr setzte sich der Aufwärtstrend fort: 1940 erhöhten sich die Aufträge gegenüber dem Vorjahr um ein Viertel. Für 1942 wurde erneut eine gegenüber dem Vorjahr erhöhte Auftragslage vermeldet, und es wurden Investitionen in die Fabrik angekündigt, die Bilanzsumme betrug 2,04 Millionen Reichsmark. Durch Leistungssteigerung gelang es der Firma in jenem Jahr, den Umsatz um ein Achtel zu erhöhen.
Im Zweiten Weltkrieg musste auch die Gebrüder Hardy A.G. einschneidende Kriegszerstörungen hinnehmen, konnte jedoch bald nach Kriegsende wieder an den Aufbau der zerstören Anlagen gehen. Dass sich die Firma aufgrund ihrer Gründerfamilie „in englischem Besitz“ befand, hat beim Wiederaufbau im von den Besatzungsmächten besetzten Österreich sicherlich geholfen. Der 20. Bezirk, in welchem sich die Fabrik befand, lag in der Sowjetischen Besatzungszone, die Fabrik dürfte durch ihre englischen Besitzer jedoch von größeren Demontierungen der Besatzungsmacht verschont geblieben sein. Bereits im September 1945 arbeitete man gemeinsam mit der Lokomotivfabrik Floridsdorf an einer Ölfeuerung für Dampflokomotiven. 1949 konnte ein Investitionskredit aus ERP-Mitteln in einer Höhe von einer Million Schilling akquiriert werden.
Nach dem Krieg diversifizierte die Firma ihr Angebot deutlich und bot umfassende Ausrüstungen auch für Straßenfahrzeuge an. 1950 produzierte die Firma Hardy-Knorr-Druckluftbremsen für Eisenbahnen, Lastkraftwagen, Autobusse, Traktoren und Anhänger sowie Spezialausrüstungen für den ersten Steyr Traktor 180 und die LKWs der Typen Steyr 380 bis Steyr 680. Es wurden auch Pneumatik-Antriebe für Scheibenwischer hergestellt. Gemeinsam mit der noch heute existenten Firma IFE wurden pneumatische und elektro-pneumatische Türschließeinrichtungen für Straßenbahnen und Autobusse und Hardy-IFE-Falttüren produziert. Weiters wurden Druckluft-Signalhörner (Typhone) für Eisenbahn- und Straßenfahrzeuge (u. a. Dreiklang-Melodiehörner für Postbusse) hergestellt. 28 Hardy-Bremsendienststellen in ganz Österreich sorgten für die Wartung der zahlreich eingesetzten Pneumatik- und Bremssysteme.
Die Gebrüder Hardy A.G. existierte bis in die 1960er Jahre, noch 1964 gab das Unternehmen eine Festschrift zum 75-jährigen Bestehen heraus. Die Nachkriegszeit war jedoch vom Kampf um Marktanteile gegen Mitbewerber wie Knorr-Bremse und Oerlikon geprägt. 1968 verkaufte die Familie Hardy ihre Firma an den bisherigen Konkurrenten WABCO (ehemals Westinghouse). Der damalige Chefkonstrukteur der Gebrüder Hardy, Dipl. Ing. Skach, gründete daraufhin die österreichische Niederlassung Knorr-Bremse GmbH Wien.
Die Hardy-Vakuum-Bremse wurde in ganz Europa vertrieben und ist heute noch bei vielen altösterreichischen Schmalspurbahnen anzutreffen, auch die Triebwagen der beliebten Ferrocarril de Sóller auf Mallorca verkehren immer noch mit der Hardy-Bremse.

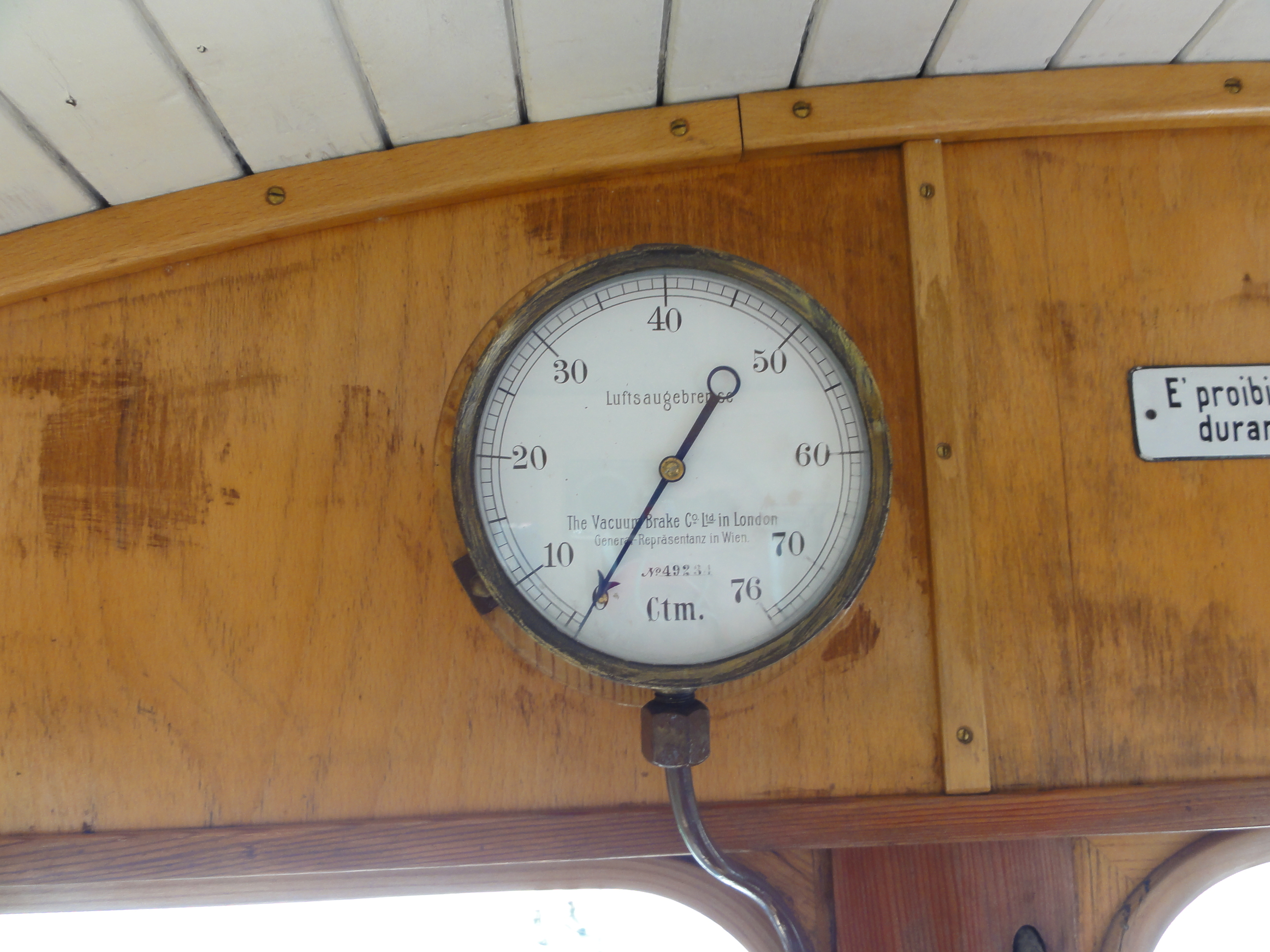
Manometer mit Verweis auf die britische Mutterfirma

## Die Hardy-Bremse
→ Hauptartikel: Saugluftbremse
Die von Hardy entwickelte Form der Vakuumbremse zeichnet sich neben der Umschaltbarkeit zwischen nicht-selbsttätiger und selbsttätiger Wirkung und der Einfügung von Schnellbremsventilen vor allem durch eine verbesserte Form der Bremszylinder aus, welche hängend angeordnet waren und deren gusseiserne Schalen durch Leder-Diaphragma abgedichtet wurden. Markant bei dieser Bauart waren vor allem die zylindrischen Injektoren auf den Lokomotiven, die zumeist stehend angeordneten Bremsschieber sowie die V-förmige Aufhängung des Bremsgestänges am Fahrzeugrahmen.
Die Hardy-Vakuumbremse zeichnete sich durch sehr feine Regulierbarkeit – speziell auf Gebirgsstrecken – aus, als Nachteil galten jedoch die langen Ansprechzeiten. Von Röll gibt in seiner Enzyklopädie des Eisenbahnwesens diese je nach Bauart der Schnellbremsventile mit 6 oder 2 Sekunden an.

## Bilder

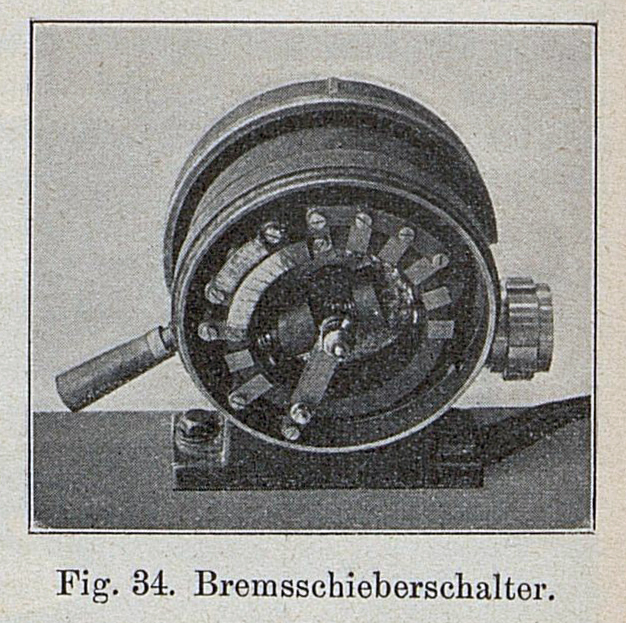
Geöffneter Bremsschieberschalter mit Kontakten zur Steuerung der Vakuumpumpe (WLB Serie 200).
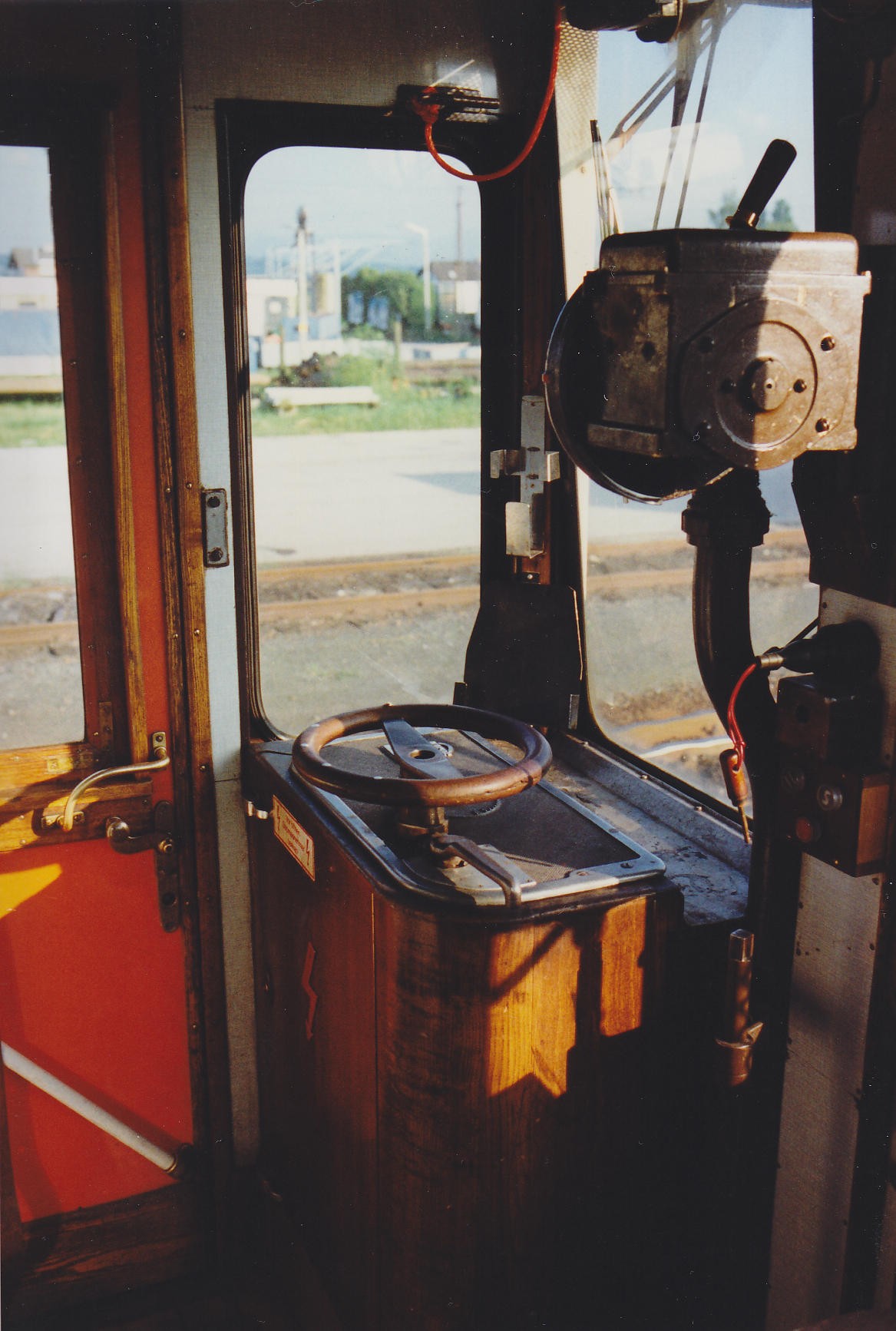
Bremsschieberschalter des ET 25 102 von Stern & Hafferl.
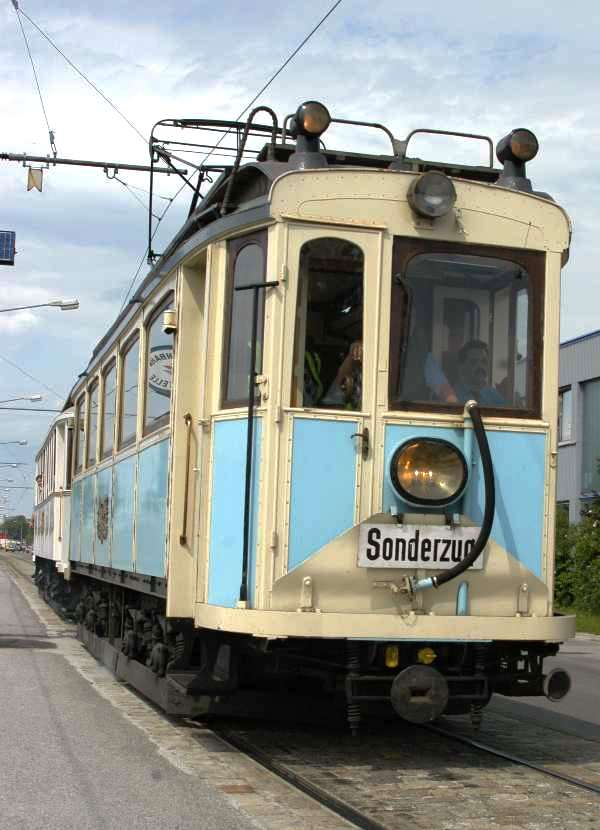
Hofsalonwagen der Badner Bahn beim Bremsen mittels Hardy-Bremse, sehr gut sieht man auch den typischen Schlauch der Saugluftbremse.
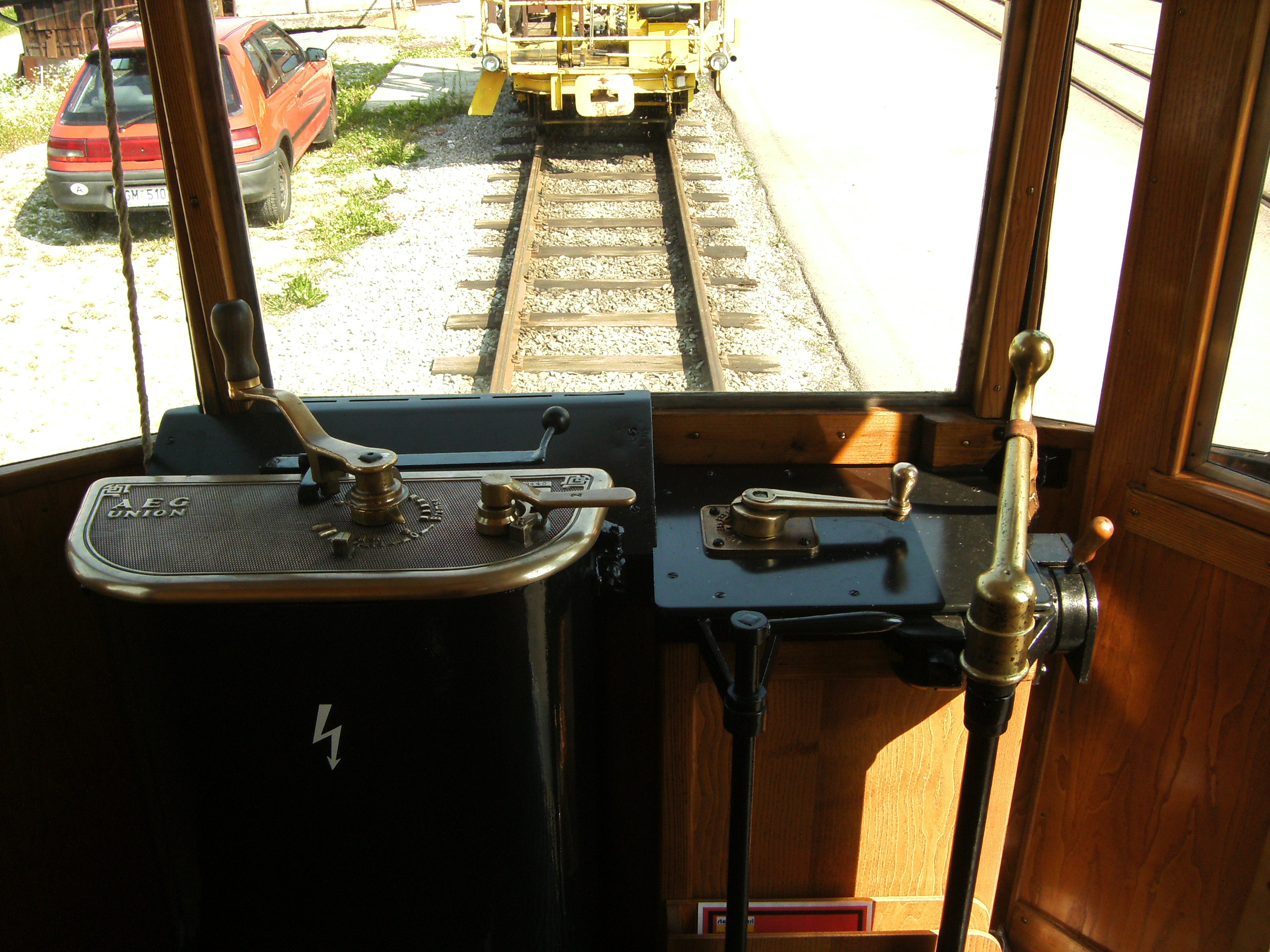
Hardy-Bremse mit Bremsschieber anderer Bauart bei Stern & Hafferl (Mitte rechts).
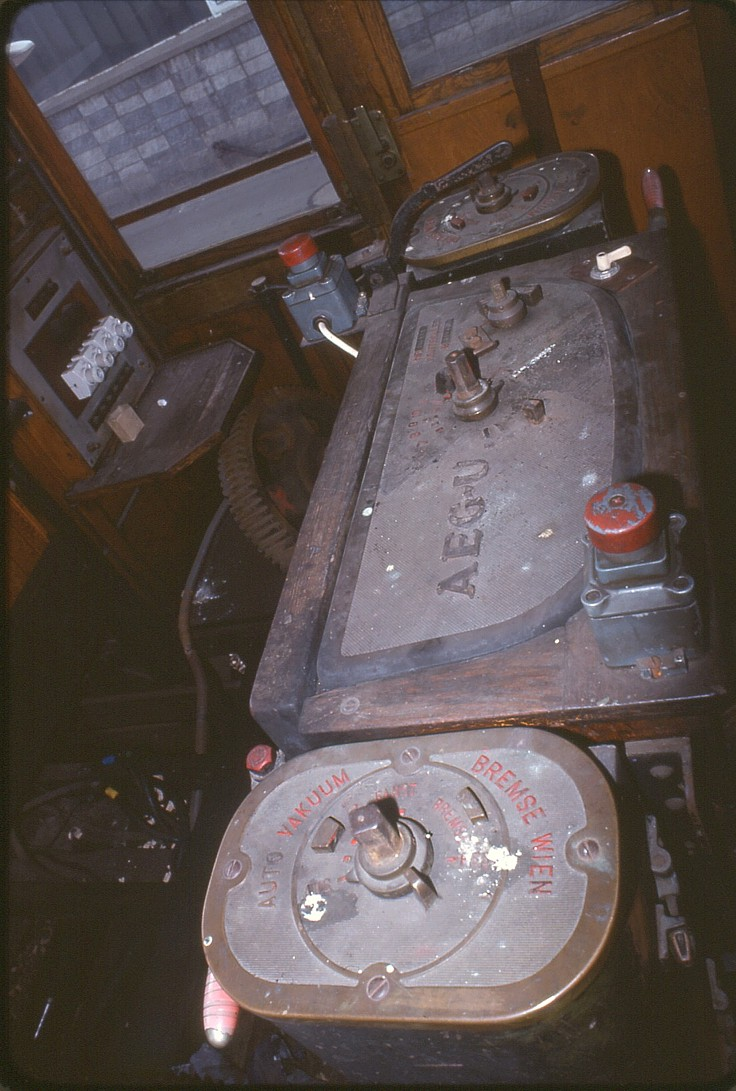
Hardy-Bremsschieber stehender Bauart
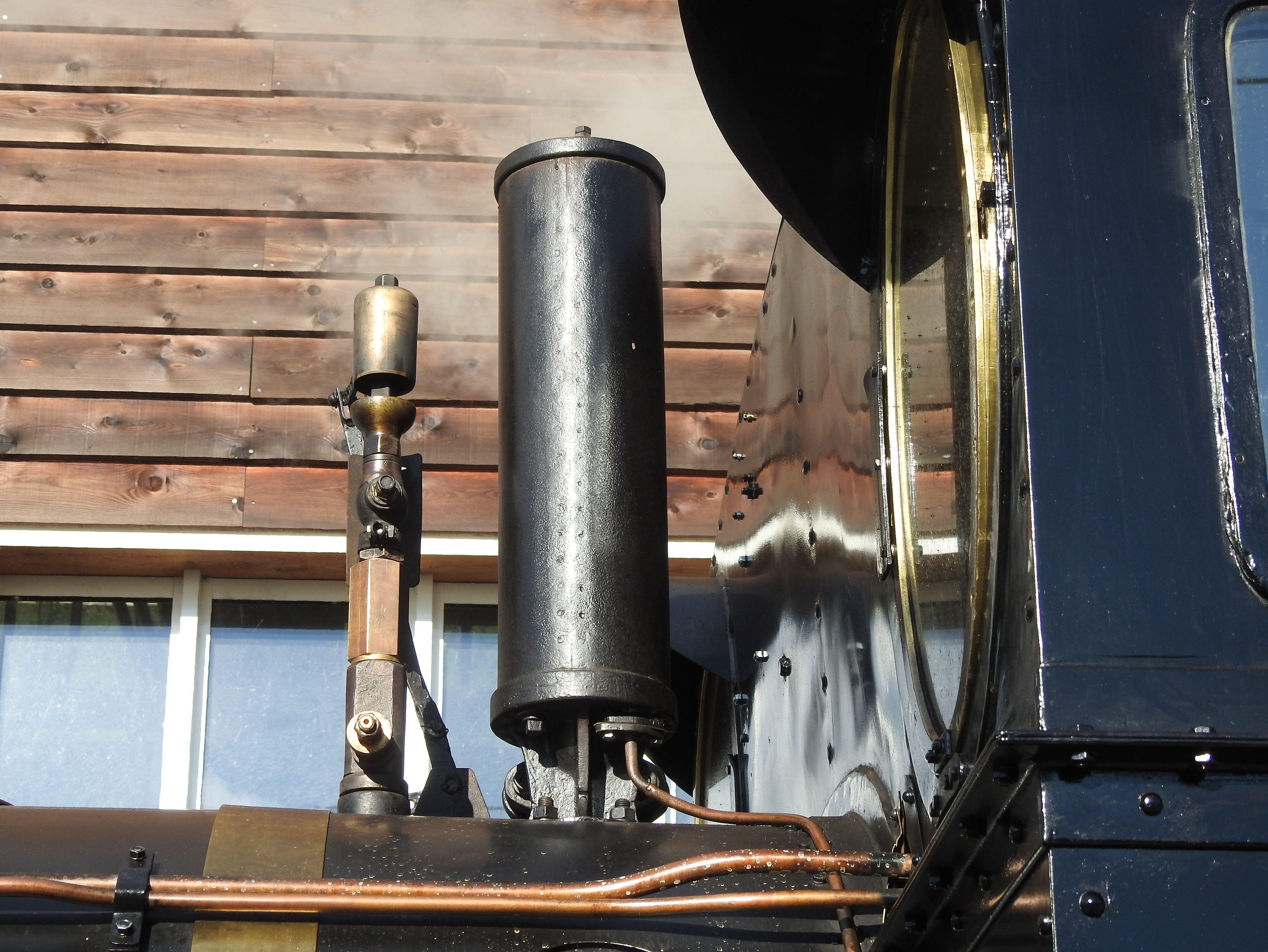
Injektor der Hardy-Vakuumbremse an einer Schmalspur-Schnellzugslok der Reihe BHStB IIIb5 (JZ 73).
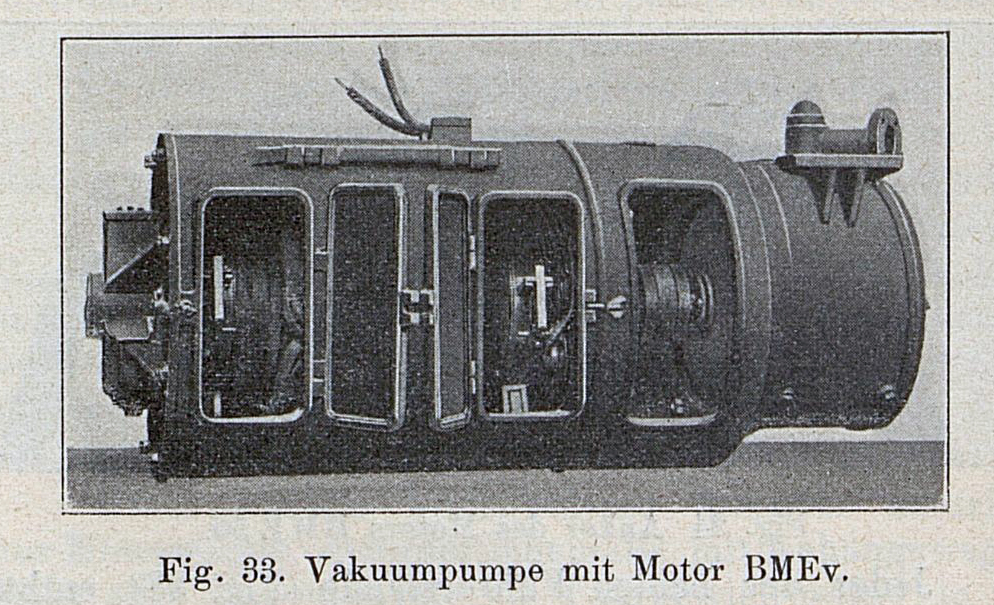
Hardy-Vakuumpumpe Type BMEv (WLB Serie 200)
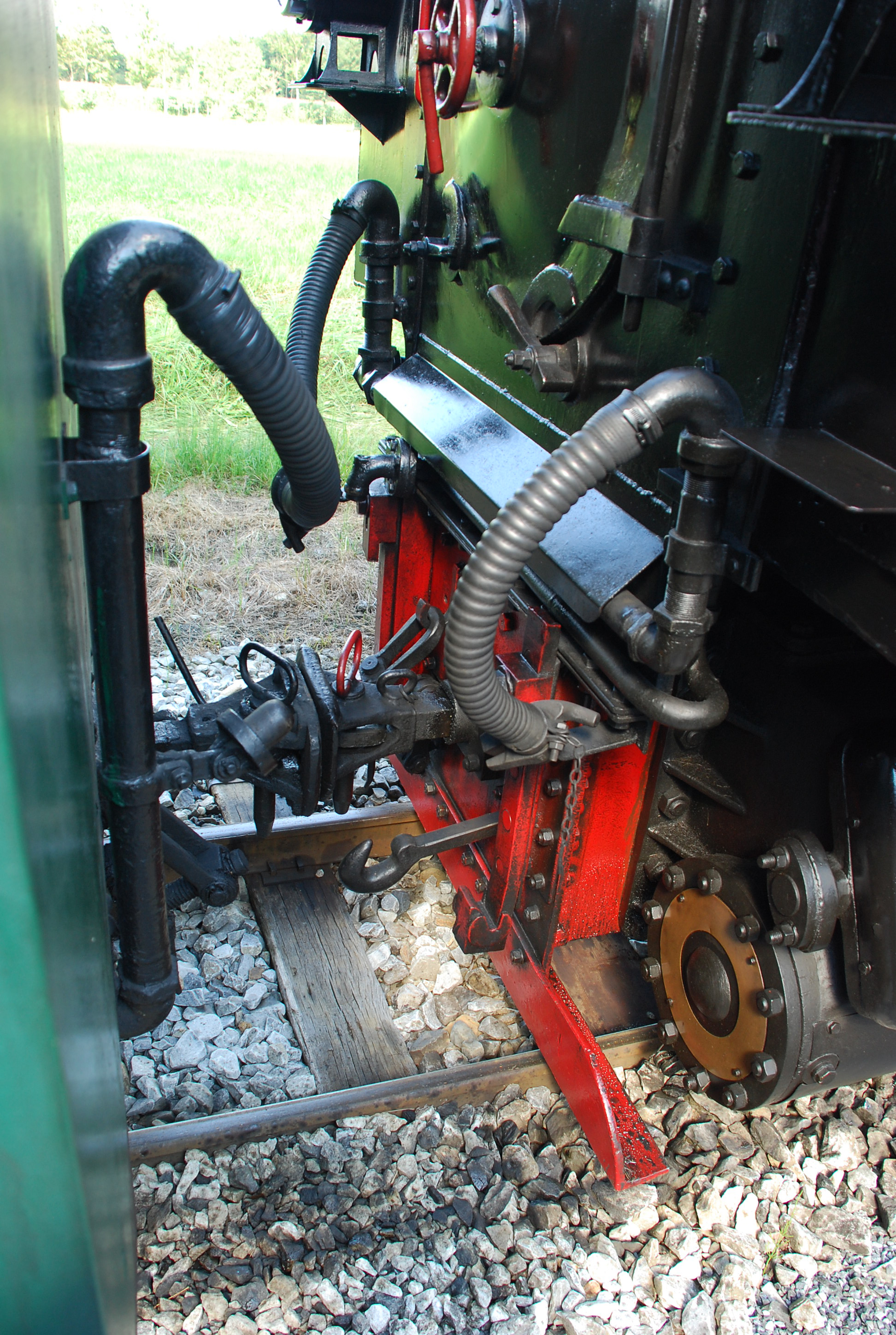
Bremsschläuche zwischen Lok und Wagenzug auf der Stainzer Lokalbahn.
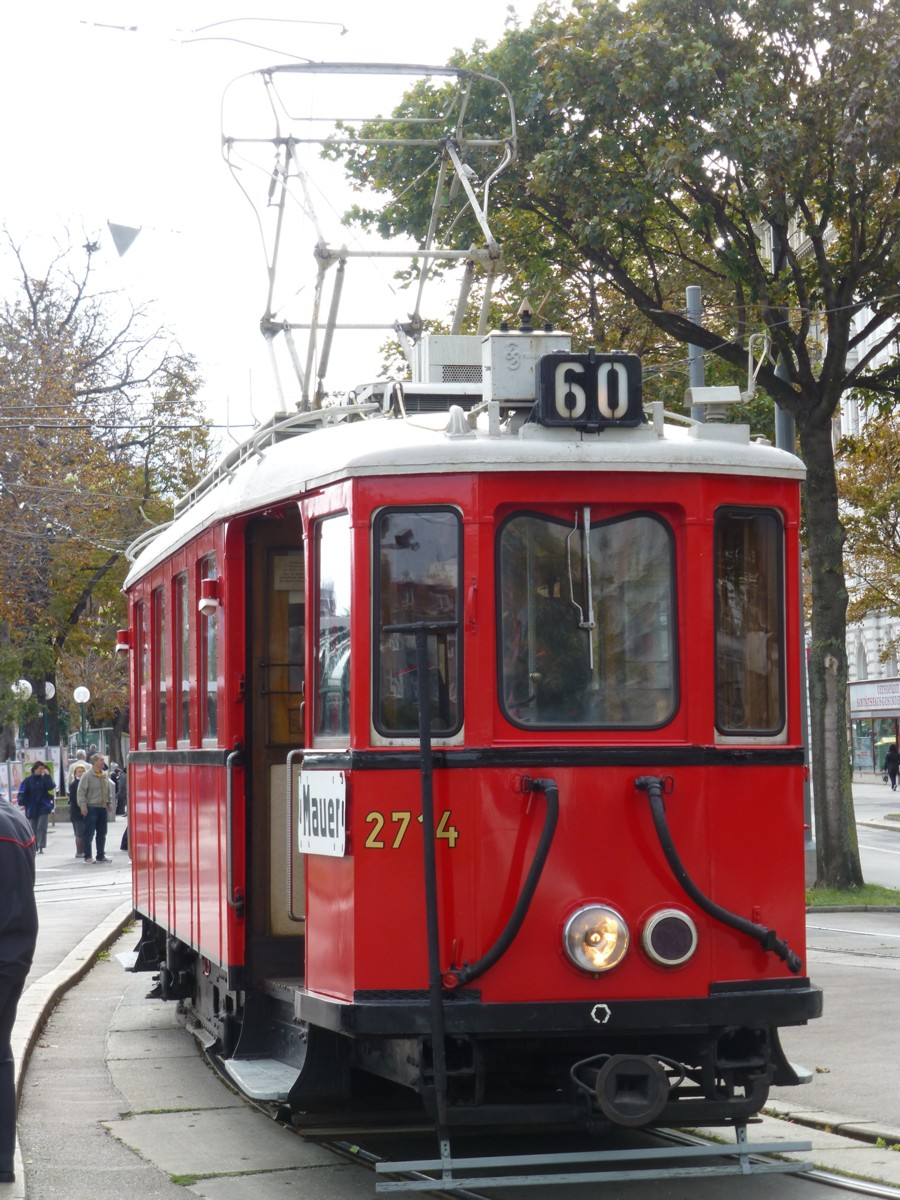
Im Straßenbahnbetrieb eingesetzte N/n-Garnituren der Wiener Elektrischen Stadtbahn hatten eine Hardy-Druckluftbremse.
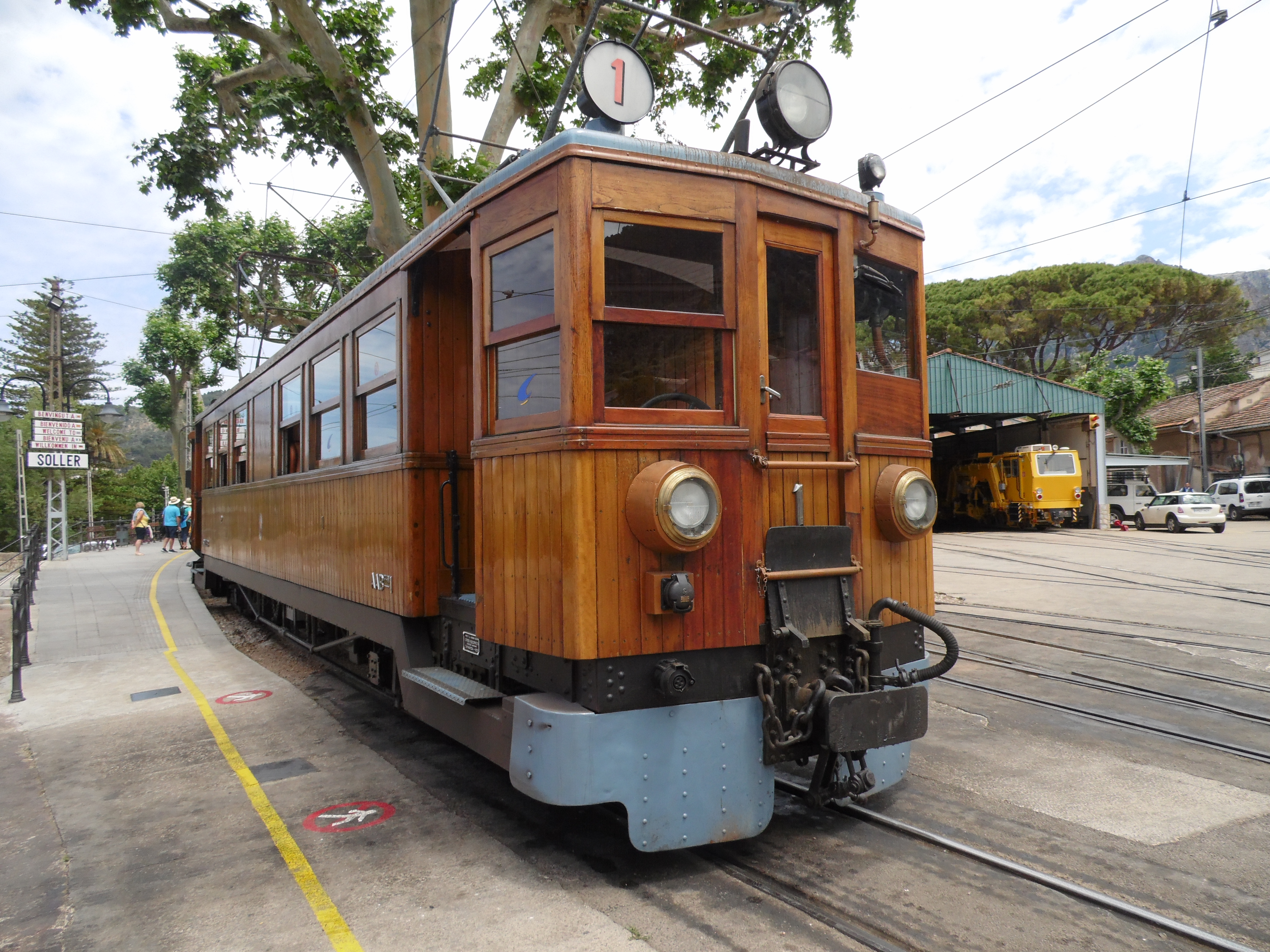
Die Triebwagen 1–4 der Ferrocarril de Sóller mit Hardy-Vakuumbremse. Im rechten Führerstandsfenster erkennt man den Bremsschieber.